# Durandur (bande dessinée)

Durandur est une série de bande dessinée écrite et dessinée par Michel Durand, sous le pseudonyme de Durandur.

## Analyse
Sur un mode agressif et provocateur, qui commence dans le titre même des albums, Durandur explore différents tabous pour les briser un par un. La pornographie, la cruauté, la violence ou la mutilation sont ainsi passées en revue avec un regard spéculaire. L’auteur détourne également les codes narratifs de la bande dessinée, par exemple en répétant la même vignette sur plusieurs pages, ou supprime le quatrième mur en informant le lecteur qu’il ne tient qu’à lui d’arrêter son supplice… en arrêtant sa lecture.

## Albums
1. Durandur encule tout le monde (2005)
2. Durandur s’excuse 04 67 66 33 40 (2006)
3. Durandur… Ta gueule ! (2007)

## Publication

### Éditeur
- Carabas (collection « Révolution ») : tomes 1 à 3 (première édition des tomes 1 à 3)